# 鄭琯
鄭琯（?—?），贵州遵義人，清朝政治人物、同進士出身。
乾隆四年（1739年）己末科進士，三甲八十四名，后官黃平州學正。著有《湖陽詩文集》。